# Attacus intermedius
Attacus intermedius es una polilla perteneciente a la familia Saturniidae, descrita por primera vez por Jan Hendrick Jurriaanse y Johannus Lindemans en 1920, distribuida con endemismo en las islas Tanimbar. El nombre específico, intermedius, hace referencia a que la especie es intermedia entre Attacus dohertyi y Attacus wardi, de hecho, los autores consideraban en ese entonces a las tres especies siendo organismos conespecíficos. Por sus características y su morfología genital, A. intermedius es más cercana a A. dohertyi.: 121 

## Descripción
La parte anterior de la línea basal de las alas anteriores, que es recta en A. dohertyi, está fuertemente curvada hacia adentro en A. intermedius, la mancha o ventana triangular es más pequeña y en forma de medialuna. La banda discal es menos ondulada, con un borde rojo oscuro hacia afuera y luego una densa capa blanca. La línea submarginal es de color marrón oscuro rojizo. Cuenta con una banda marginal de color marrón oscuro que recorre la mayor parte del borde posterior del ala. La esquina de la cola de las alas posteriores es puntiaguda. El área discal está más nítidamente delineada en rojo, con la misma capa blanca en el borde exterior. La línea submarginal es de color marrón oscuro rojizo, seguida de una banda marginal de color marrón oscuro.